# Dion Dublin
Dion Dublin (Leicester, 22 april 1969) is een voormalig voetballer uit Engeland. Hij speelde als aanvaller en beëindigde zijn actieve loopbaan in 2008 bij Norwich City. Hij kwam daarnaast uit voor onder meer Cambridge United, Manchester United, Coventry City, Aston Villa en Leicester City. Hij maakte 111 doelpunten in de Premier League.

## Clubcarrière

### Cambridge United
Dublin kende zijn grote doorbraak bij Cambridge United. De spits maakte 52 doelpunten in vier seizoenen , waardoor hij een transfer naar Manchester United versierde.

### Manchester United
Dublin kon zich bij Manchester United vanwege blessureleed niet manifesteren in de voorhoede, die werd bevolkt door spelers als Éric Cantona, Mark Hughes en Brian McClair. Onder manager Sir Alex Ferguson was hij door de omstandigheden pas vierde keuze. De reden voor zijn mislukte passage in Manchester was een beenbreuk die hij opliep in de competitiewedstrijd tegen Crystal Palace begin september 1992. Dublin kwam niet verder dan twaalf competitieduels, waarin hij twee keer scoorde. Na twee seizoenen verliet hij Old Trafford, in september 1994.

### Coventry City
Dublin was van 1994 tot 1998 samen met Peter Ndlovu – tot 1997 speelde hij aan de zijde van de Zimbabwaan, die destijds een exoot was op Engelse velden – goed voor 74 doelpunten in de hemelsblauwe kleuren van Coventry City en ook met Darren Huckerby was Dublin daar zeer complementair. Hij werd ook (vice)-aanvoerder. In het seizoen 1997/1998 was Dublin gedeeld topschutter van de Premier League met 18 doelpunten. Michael Owen en Chris Sutton deden namelijk even goed. Na vier seizoenen verliet Dublin de club, nadat hij zijn transfer forceerde via de rechtbank.

### Aston Villa
Dublin verhuisde naar Aston Villa in de zomer van 1998 en werd ploeggenoot van Ian Taylor, Lee Hendrie, Gareth Barry, Gareth Southgate en Paul Merson. In zijn periode bij Aston Villa werd Dublin met ingang van het seizoen 2000-2001 gekoppeld aan de Colombiaanse spits Juan Pablo Ángel, met wie hij succesvol samenwerkte. Voordien kon de spits het ook goed vinden met zijn aanvalspartner Julian Joachim. Hij scoorde 48 competitiedoelpunten voor Aston Villa.

### Latere carrière
Na zijn vertrek uit Birmingham in 2004 ging het bergaf met de productiviteit van Dublin. Als aanvalsleider van Leicester City geraakte Dublin niet verder dan vijf doelpunten uit 58 optredens. Hij scoorde nog twaalf doelpunten in twee seizoenen bij Norwich City, waar hij met Darren Huckerby werd herenigd en waar de aanvaller in mei 2008 zijn carrière afsloot.

## Interlandcarrière
Dublin kwam vier keer uit voor de nationale ploeg van Engeland, zonder te scoren. Onder leiding van bondscoach Glenn Hoddle maakte hij op 11 februari 1998 zijn interlanddebuut in een vriendschappelijke wedstrijd thuis tegen Chili (0-2), net als Michael Owen.

## Mediacarrière
In 2015 werd hij medepresentator van het BBC-programma Homes Under the Hammer.

## Erelijst
Manchester United
- Premier League

1993, 1994
- FA Cup

1994

## Trivia
- Dublin stond bij de zware blessures van David Busst (in zijn periode bij Coventry in 1996) en Luc Nilis (in loondienst van Aston Villa in 2000) telkens op het veld en bevond zich in beide gevallen dicht in de buurt. De foto waarop zijn schreeuw om hulp te zien is onmiddellijk na de beenbreuk van Busst, is alom bekend. Over de blessure van Busst op het veld van Manchester United zei Dublin: "Peter Schmeichel was er ziek van en Denis Irwin en Brian McClair... iedereen had moeite om door te gaan."[25]